# Putnam (Connecticut)
Putnam – miasto w Stanach Zjednoczonych, w stanie Connecticut, w hrabstwie Windham.